# 莫诗旎
莫诗旎（1991年5月30日—），中國女歌手，演员。曾经获得多個音樂獎項。

## 获奖及荣誉
- 2009年7月18日，《Honey》荣获鹏城歌飞扬2009第二季十佳金曲奖
- 2009年1月7日，《笑笑笑》荣获鹏城歌飞扬2008第四季十佳金曲奖
- 2009年1月7日，《把爱传递》荣获鹏城歌飞扬2008年度十佳金曲奖
- 2009年1月7日，个人获鹏城歌飞扬2008年度最佳新人奖

## 作品

### 创作歌曲
- 《Honey》
- 《不孤单》
- 《备份爱》
- 《青柚子》
- 《恋爱GOAWAY》
- 《小小的我》
- 《笑笑笑》
- 《把爱传递》
- 《学着长大》
- 《寻找快乐那片海》
- 《长大》
- 《十五岁》
- 《月》
- 《月居》
- 《我的手心里你的名字》
- 《消失》
- 《闭着眼睛哭》
- 《相思》
- 《好男儿》
- 《迷宫的十字路口》
- 《恋爱的味道》
- 《天使不在家》
- 《心在阳光下散步》
- 《幸福八音盒》
- 《樱花落下的时候》
- 《红砖墙缝里的初恋情书》
- 《风中摇曳的百合花》
- 《心在风中下着雪》

### 电视剧
- 《明星危情》饰 赵丹丹 主演
- 《金钱本色（胜者为王）》饰 Elizabeth
- 《继母后妈》饰 薛凡凡 主演
- 《女生日记》饰 莫欣儿 主演
- 《家事无理》饰 鲍春
- 《罪域》饰 郑洋洋
- 《霹雳彩虹》饰 小不点儿莫诗旎
- 《给我一支烟(又名:夜雨)》饰 小玉童年

### 電影
- 《最后的敬礼》，饰 李静怡
- 《大城小事之黑眼睛》，饰 吴小燕
- 《离家少女》，饰 丁蕾
- 《缺失的青春》，饰 娇娇
- 《天极—少林僵尸》，饰 小娟
- 《花街欢乐坊》，饰 薛家燕童年
- 《非常青春期》，饰 丁开心
- 《寄生人》
- 《战神再现》

### 廣告代言
1. 安琪纽特即时酵母粉
2. 双蛋动车豆奶
3. 安防宣传片
4. 好记星宣传片
5. 读书郎学习机
6. 星海名城楼盘广告片
7. 金峪大厦广告片
8. 天骄世家楼盘广告片
9. 新东阳肉松
10. 美莱美齿
11. 太平洋抽油烟机
12. 早餐密语（天伦食品）
13. 深圳龙岗宣传片
14. COCOTREE服装
15. 背背佳视力矫正仪
16. E百分英语学习机
17. 大笨梨服装

## 外部連結
- 莫诗旎官方网站 （页面存档备份，存于）（简体中文）
- 莫诗旎BLOG （页面存档备份，存于）